# X Games de Invierno Aspen 2016
La XX edición de los X Games de Invierno se celebró en Aspen (Estados Unidos) entre el 28 y el 31 de enero de 2016 bajo la organización de la empresa de televisión ESPN.
Se disputaron pruebas de esquí acrobático y snowboard.

## Medallistas de esquí acrobático

### Masculino
| Evento         | Oro                        | Plata                        | Bronce                         |
| -------------- | -------------------------- | ---------------------------- | ------------------------------ |
| Campo a través | Brady Leman · Canadá       | Bastien Midol Francia        | Christopher Del Bosco · Canadá |
| Big air        | Fabian Bösch · Suiza       | Bobby Brown Estados Unidos   | Elias Ambühl · Suiza           |
| Slopestyle     | Josiah Wells Nueva Zelanda | Gus Kenworthy Estados Unidos | Øystein Bråten · Noruega       |
| Superpipe      | Kevin Rolland Francia      | Gus Kenworthy Estados Unidos | Benoît Valentin Francia        |

### Femenino
| Evento         | Oro                            | Plata                                | Bronce                       |
| -------------- | ------------------------------ | ------------------------------------ | ---------------------------- |
| Campo a través | Kelsey Serwa · Canadá          | Marielle Thompson · Canadá           | Alizée Baron Francia         |
| Slopestyle     | Kelly Sildaru Estonia          | Tiril Sjåstad Christiansen · Noruega | Johanne Killi · Noruega      |
| Superpipe      | Maddison Bowman Estados Unidos | Ayana Onozuka Japón                  | Annalisa Drew Estados Unidos |

## Medallistas de snowboard

### Masculino
| Evento         | Oro                           | Plata                       | Bronce                      |
| -------------- | ----------------------------- | --------------------------- | --------------------------- |
| Campo a través | Jarryd Hughes Australia       | Alex Pullin Australia       | Konstantin Schad · Alemania |
| Big air        | Maxence Parrot · Canadá       | Mark McMorris · Canadá      | Yuki Kadono Japón           |
| Slopestyle     | Mark McMorris · Canadá        | Sébastien Toutant · Canadá  | Mons Røisland · Noruega     |
| Superpipe      | Matthew Ladley Estados Unidos | Ben Ferguson Estados Unidos | Scott James Australia       |

### Femenino
| Evento         | Oro                               | Plata                         | Bronce                         |
| -------------- | --------------------------------- | ----------------------------- | ------------------------------ |
| Campo a través | Lindsey Jacobellis Estados Unidos | Eva Samková · República Checa | Nelly Moenne-Loccoz Francia    |
| Slopestyle     | Spencer O'Brien · Canadá          | Jamie Anderson Estados Unidos | Hailey Langland Estados Unidos |
| Superpipe      | Chloe Kim Estados Unidos          | Arielle Gold Estados Unidos   | Cai Xuetong China              |